# Unihockey-Weltmeisterschaft 2022/Qualifikation
Die Qualifikation zur 14. Unihockey-Weltmeisterschaft 2022 in Zürich und Winterthur wurde in mehreren Turnieren ausgetragen.

## Übersicht
36 Teams registrierten sich für die Teilnahme an den Weltmeisterschaften. Darunter waren 24 Teams aus Europa, neun aus Asien und Ozeanien, eines aus Afrika und zwei aus Nordamerika.
Gastgeber Schweiz war direkt für die Endrunde qualifiziert. Die übrigen 35 Mannschaften spielten in kontinentalen Qualifikationsturnieren um die weiteren 15 Startplätze. Die Plätze wurden wie folgt verteilt:
- Europa und Afrika: 11 Teilnehmer inkl. Gastgeber
- Asien und Ozeanien: 4 Teilnehmer
- Amerika: 1 Teilnehmer

## Europa
In Europa wurden drei Turniere mit je zwei Gruppen gespielt. Für die Endrunde qualifizierten sich daraus:
- die beiden jeweils bestplatzierten Teams,
- die Drittplatzierten aller europäischen Qualifikationsturniere,
- das beste Viertplatzierte Team aller europäischen Qualifikationsturniere basierend auf den Resultaten der Gruppenphase.

### EUR1
Die Spiele der Gruppe 1 waren ursprünglich für den Zeitraum vom 2. Februar bis zum 5. Februar 2022 in Valmiera in Lettland geplant. Wegen der COVID-19-Pandemie und strikten Quarantäneregeln bei der Einreise beschloss die IFF am 20. Dezember 2021, das Turnier auf den Zeitraum vom 25. bis 28. Mai zu verschieben.

#### Gruppe A
| Platz | Land                   | Sp | S | U | N | +  | -  | Pkt |
| ----- | ---------------------- | -- | - | - | - | -- | -- | --- |
| 1.    | Finnland               | 3  | 3 | 0 | 0 | 43 | 3  | 6   |
| 2.    | Estland                | 3  | 2 | 0 | 1 | 14 | 10 | 4   |
| 3.    | Vereinigtes Königreich | 3  | 1 | 0 | 2 | 7  | 35 | 2   |
| 4.    | Niederlande            | 3  | 0 | 0 | 3 | 5  | 21 | 0   |

#### Gruppe B
| Platz | Land     | Sp | S | U | N | +  | -  | Pkt |
| ----- | -------- | -- | - | - | - | -- | -- | --- |
| 1.    | Lettland | 3  | 3 | 0 | 0 | 38 | 8  | 6   |
| 2.    | Dänemark | 3  | 2 | 0 | 1 | 20 | 11 | 4   |
| 3.    | Island   | 3  | 0 | 1 | 2 | 13 | 25 | 1   |
| 4.    | Ukraine  | 3  | 0 | 1 | 2 | 10 | 37 | 1   |

#### Platzierungsrunde
Spiel um Platz 1
| 28. Mai 2022 18:15 Uhr |  | Finnland | 5:3 (2:0, 3:1, 0:2) | Lettland | Valmiera, Vidzemes OC, Valmiera |

Spiel um Platz 3
| 28. Mai 2022 15:30 Uhr |  | Estland | 4:5 (2:3, 1.1, 1:0, 0:1) | Dänemark | Valmiera, Vidzemes OC, Valmiera |

Spiel um Platz 5
| 28. Mai 2022 12:45 Uhr |  | Vereinigtes Königreich | 3:6 (0:1, 0:0, 3:5) | Island | Valmiera, Vidzemes OC, Valmiera |

Spiel um Platz 7
| 28. Mai 2022 10:00 Uhr |  | Niederlande | 9:3 (2:1, 1:5, 0:3) | Ukraine | Valmiera, Vidzemes OC, Valmiera |

#### Rangliste
| Platz | Mannschaft             |
| ----- | ---------------------- |
| 1.    | Finnland               |
| 2.    | Lettland               |
| 3.    | Dänemark               |
| 4.    | Estland                |
| 5.    | Island                 |
| 6.    | Vereinigtes Königreich |
| 7.    | Niederlande            |
| 8.    | Ukraine                |

### EUR2
Die Spiele der Gruppe 2 hätten vom 3. Februar bis zum 6. Februar 2022 in Łochów, Polen, stattfinden sollen. Das Turnier sollte in der Łochów Arena ausgetragen werden. Am 17. Januar 2020 teilte die IFF mit, dass das Turnier wegen Corona nicht wie geplant durchgeführt werden könne. Nicht alle Ligen konnten regulär spielen oder trainieren, immer wieder mussten Mannschaften in Quarantäne, und die Planung für die Veranstalter war schwierig. Daten und Ort für ein Ersatzturnier waren vorerst unklar. Am 18. Februar wurde die Durchführung des Turniers vom 25. bis 28. Mai 2022 in Kocēni in Lettland bekanntgegeben.
Die russische Nationalmannschaft wurde am 1. März 2022 wegen des Überfalls Russlands auf die Ukraine von der IFF suspendiert.

#### Gruppe C
| Platz | Land       | Sp | S | U | N | +  | -  | Pkt |
| ----- | ---------- | -- | - | - | - | -- | -- | --- |
| 1.    | Schweden   | 2  | 2 | 0 | 0 | 33 | 1  | 4   |
| 2.    | Frankreich | 2  | 1 | 0 | 1 | 8  | 24 | 2   |
| 3.    | Ungarn     | 2  | 0 | 0 | 2 | 4  | 20 | 0   |
| –     | Russland   |    |   |   |   |    |    |     |

#### Gruppe D
| Platz | Land          | Sp | S | U | N | +  | -  | Pkt |
| ----- | ------------- | -- | - | - | - | -- | -- | --- |
| 1.    | Norwegen      | 3  | 3 | 0 | 0 | 29 | 2  | 6   |
| 2.    | Polen         | 3  | 2 | 0 | 1 | 11 | 7  | 4   |
| 3.    | Liechtenstein | 3  | 1 | 0 | 2 | 7  | 19 | 2   |
| 4.    | Belgien       | 3  | 0 | 0 | 3 | 4  | 23 | 0   |

#### Platzierungsrunde
Spiel um Platz 1
| 28. Mai 2022 11:45 Uhr |  | Schweden | 7:1 (2:0, 2:1 3:0) | Norwegen | Kocēni Sporta Hallē, Kocēni |

Spiel um Platz 3
| 28. Mai 2022 14:30 Uhr |  | Frankreich | 1:4 (0:1, 1:1, 0:2) | Polen | Kocēni Sporta Hallē, Kocēni |

Spiel um Platz 5
| 28. Mai 2022 09:00 Uhr |  | Ungarn | 6:5 (2:1, 1:4, 2:0 1:0) | Liechtenstein | Kocēni Sporta Hallē, Kocēni |

#### Rangliste
| Platz | Mannschaft    |
| ----- | ------------- |
| 1.    | Schweden      |
| 2.    | Norwegen      |
| 3.    | Polen         |
| 4.    | Frankreich    |
| 5.    | Ungarn        |
| 6.    | Liechtenstein |
| 7.    | Belgien       |

### EUR3
Die Spiele der Gruppe 3 hätten vom 2. Februar bis zum 5. Februar 2022 in Lignano Sabbiadoro, Italien, im Palazzetto dello Sport stattfinden sollen.  Am 17. Januar 2020 teilte die IFF mit, dass das Turnier wegen Corona nicht wie geplant durchgeführt werden konnte. Nicht alle Ligen konnten regulär spielen oder trainieren, immer wieder mussten Mannschaften in Quarantäne, und die Planung für die Veranstalter war schwierig. Gehofft wurde das Turnier zu einem späteren Zeitpunkt durchführen zu können – bevorzugt in Lignano Sabbiadoro und zur gleichen Zeit wie das Turnier der Gruppe EUR1.
Am 28. März wurde bekannt gegeben, dass die Qualifikationsgruppe am 24. bis 27. Mai in Celano, Italien stattfinden wird.

#### Gruppe E
| Platz | Land       | Sp | S | U | N | +  | -  | Pkt |
| ----- | ---------- | -- | - | - | - | -- | -- | --- |
| 1.    | Tschechien | 3  | 3 | 0 | 0 | 39 | 1  | 6   |
| 2.    | Slowenien  | 3  | 1 | 1 | 1 | 18 | 17 | 3   |
| 3.    | Spanien    | 3  | 1 | 0 | 2 | 8  | 34 | 2   |
| 4.    | Italien    | 3  | 0 | 1 | 2 | 11 | 24 | 1   |

#### Gruppe F
| Platz | Land           | Sp | S | U | N | +  | -   | Pkt |
| ----- | -------------- | -- | - | - | - | -- | --- | --- |
| 1.    | Slowakei       | 3  | 3 | 0 | 0 | 49 | 3   | 6   |
| 2.    | Deutschland    | 3  | 1 | 1 | 1 | 53 | 11  | 3   |
| 3.    | Österreich     | 3  | 1 | 1 | 1 | 32 | 12  | 3   |
| 4.    | Elfenbeinküste | 3  | 0 | 0 | 3 | 2  | 110 | 0   |

#### Platzierungsrunde
Spiel um Platz 1
| 27. Mai 2022 18:30 Uhr |  | Tschechien | 4:5 (0:1, 1:1, 3:3) | Slowakei | Palazzetto dello Sport Celano, Celano |

Spiel um Platz 3
| 27. Mai 2022 15:45 Uhr |  | Slowenien | 1:3 (0:1, 0:1, 1:1) | Deutschland | Palazzetto dello Sport Celano, Celano |

Spiel um Platz 5
| 27. Mai 2022 10:45 Uhr |  | Spanien | 4:3 n. PS. (0:1, 1:1, 2:1, 0:0, 0:0) | Österreich | Palazzetto dello Sport Celano, Celano |

Spiel um Platz 7
| 27. Mai 2022 13:00 Uhr |  | Elfenbeinküste | 2:24 (1:6, 0:10, 1,8) | Italien | Palazzetto dello Sport Celano, Celano |

#### Rangliste
| Platz | Mannschaft     |
| ----- | -------------- |
| 1.    | Slowakei       |
| 2.    | Tschechien     |
| 3.    | Deutschland    |
| 4.    | Slowenien      |
| 5.    | Spanien        |
| 6.    | Österreich     |
| 7.    | Italien        |
| 8.    | Elfenbeinküste |

### Gruppenvierte
| Platz | Land       | Sp | S | U | N | +  | -  | Pkt |
| ----- | ---------- | -- | - | - | - | -- | -- | --- |
| 1     | Estland    | 3  | 2 | 0 | 1 | 14 | 10 | 4   |
| –     | Slowenien  | 3  | 1 | 1 | 1 | 18 | 17 | 3   |
| –     | Frankreich | 2  | 1 | 0 | 1 | 8  | 24 | 2   |

## Asien und Ozeanien
Mitte Januar 2022 wurde mitgeteilt, dass das Qualifikationsturnier für Asien und Ozeanien vom 30. Mai bis 5. Juni 2022 in Singapur stattfinden soll. Acht Teams spielten das Qualifikationsturnier in zwei Gruppen aus.
Es konnten sich vier Teams qualifizieren, welche die beiden Gruppenbesten darstellen.

### Gruppe A
| Platz | Land        | Sp | S | U | N | +  | -  | Pkt |
| ----- | ----------- | -- | - | - | - | -- | -- | --- |
| 1.    | Philippinen | 3  | 3 | 0 | 0 | 17 | 8  | 6   |
| 2.    | Australien  | 3  | 2 | 0 | 1 | 13 | 9  | 4   |
| 3.    | Südkorea    | 3  | 0 | 1 | 2 | 9  | 14 | 1   |
| 4.    | Japan       | 3  | 0 | 1 | 2 | 10 | 18 | 1   |

| 31. Mai 2022 11:00 5:00 (MESZ) |  | Südkorea | 2:3 (1:0, 0:2, 1:1) Spielbericht | Philippinen | OCBC Arena 1, Singapur Zuschauer: 99 |

| 31. Mai 2022 16:00 10:00 (MESZ) |  | Australien | 4:2 (2:0, 0:0, 2:2) Spielbericht | Japan | OCBC Arena 1, Singapur Zuschauer: 114 |

| 1. Juni 2022 11:00 5:00 (MESZ) |  | Japan | 4:10 (3:4, 1:3, 0:3) Spielbericht | Philippinen | OCBC Arena 1, Singapur Zuschauer: 96 |

| 1. Juni 2022 16:00 10:00 (MESZ) |  | Australien | 7:3 (1:1, 2:1, 4:1) Spielbericht | Südkorea | OCBC Arena 1, Singapur Zuschauer: 204 |

| 2. Juni 2022 11:00 5:00 (MESZ) |  | Japan | 4:4 (1:3, 2:1, 1:0) Spielbericht | Südkorea | OCBC Arena 1, Singapur Zuschauer: 156 |

| 2. Juni 2022 16:00 10:00 (MESZ) |  | Philippinen | 4:2 (1:1, 2:0, 1:1) Spielbericht | Australien | OCBC Arena 1, Singapur Zuschauer: 267 |

### Gruppe B
| Platz | Land       | Sp | S | U | N | +  | -  | Pkt |
| ----- | ---------- | -- | - | - | - | -- | -- | --- |
| 1.    | Thailand   | 3  | 3 | 0 | 0 | 30 | 4  | 6   |
| 2.    | Singapur   | 3  | 2 | 0 | 1 | 13 | 11 | 4   |
| 3.    | Neuseeland | 3  | 1 | 0 | 2 | 8  | 19 | 0   |
| 4.    | Malaysia   | 3  | 0 | 0 | 3 | 9  | 26 | 0   |

| 31. Mai 2022 13:30 7:30 (MESZ) |  | Thailand | 10:1 (4:0, 5:1, 1:0) Spielbericht | Neuseeland | OCBC Arena 1, Singapur Zuschauer: 103 |

| 31. Mai 2022 18:30 12:30 (MESZ) |  | Singapur | 8:2 (6:1, 1:0, 1:1) Spielbericht | Malaysia | OCBC Arena 1, Singapur Zuschauer: 266 |

| 1. Juni 2022 13:30 7:30 (MESZ) |  | Thailand | 11:2 (4:0, 5:0, 2:2) Spielbericht | Malaysia | OCBC Arena 1, Singapur Zuschauer: 113 |

| 1. Juni 2022 18:30 12:30 (MESZ) |  | Neuseeland | 0:4 (0:2, 0:1, 0:1) Spielbericht | Singapur | OCBC Arena 1, Singapur Zuschauer: 284 |

| 2. Juni 2022 13:30 7:30 (MESZ) |  | Malaysia | 5:7 (1:4, 2:0, 2:3) Spielbericht | Neuseeland | OCBC Arena 1, Singapur Zuschauer: 137 |

| 2. Juni 2022 18:30 12:30 (MESZ) |  | Singapur | 1:9 (0:3, 0:3, 1:3) Spielbericht | Thailand | OCBC Arena 1, Singapur Zuschauer: 439 |

### Platzierungsspiele
Finale
| 4. Juni 2022 18:30 12:30 (MESZ) |  | Philippinen | 4:6 (1:0, 0:3, 3:3) Spielbericht | Thailand | OCBC Arena 1, Singapur Zuschauer: 2383 |

Viertelfinale
| 3. Juni 2022 15:44 9:44 (MESZ) |  | Australien | 9:0 (4:0, 4:0, 1:0) Spielbericht | Neuseeland | OCBC Arena 1, Singapur Zuschauer: 282 |

| 3. Juni 2022 18:30 12:30 (MESZ) |  | Singapur | 6:3 (2:1, 3:1, 1:1) Spielbericht | Südkorea | OCBC Arena 1, Singapur Zuschauer: 711 |

Spiel um Platz 3
| 4. Juni 2022 15:45 9:45 (MESZ) |  | Australien | 3:4 n. V. (1:1, 2:0, 0:2, 0:1) Spielbericht | Singapur | OCBC Arena 1, Singapur Zuschauer: 2263 |

Spiel um Platz 5
| 4. Juni 2022 13:00 6:00 (MESZ) |  | Neuseeland | 5:1 (0:0, 3:0, 2:1) Spielbericht | Südkorea | OCBC Arena 1, Singapur Zuschauer: 417 |

Spiel um Platz 7
| 4. Juni 2022 10:15 4:15 (MESZ) |  | Japan | 8:1 (3:0, 0:1, 5:0) Spielbericht | Malaysia | OCBC Arena 1, Singapur Zuschauer: 253 |

### Rangliste
| Platz | Mannschaft  |
| ----- | ----------- |
| 1.    | Thailand    |
| 2.    | Philippinen |
| 3.    | Singapur    |
| 4.    | Australien  |
| 5.    | Neuseeland  |
| 6.    | Südkorea    |
| 7.    | Japan       |
| 8.    | Malaysia    |

## Amerika
Die Spiele der amerikanischen Qualifikationsgruppe hätten am 25. und 27. Februar 2022 in Arlington, Texas, stattfinden sollen. Am 17. Januar 2022 teilte die IFF mit, dass die Partien wegen Corona nicht wie geplant durchgeführt werden können. Am 26. Januar wurde bekannt, dass diese nun Ende April im Nachbarort Fort Worth stattfinden werden. Die Spiele waren mit 15 Minuten pro Drittel kürzer als normalerweise.

### Tabelle
| Platz | Land               | Sp | S | U | N | + | - | Pkt |
| ----- | ------------------ | -- | - | - | - | - | - | --- |
| 1.    | Kanada             | 2  | 1 | 1 | 0 | 8 | 5 | 3   |
| 2.    | Vereinigte Staaten | 2  | 0 | 1 | 1 | 5 | 8 | 1   |

#### Partien
| 30. April 2022 02:00 (MESZ) |  | Kanada | 4:1 (0:0, 2:1, 2:0) Spielbericht | Vereinigte Staaten | Christian University Rec, Fort Worth, Texas Zuschauer: 184 |

| 1. Mai 2022 02:00 (MESZ) |  | Vereinigte Staaten | 4:4 (0:3, 3:0, 1:1) Spielbericht | Kanada | Christian University Rec, Fort Worth, Texas Zuschauer: 221 |